# 奥普韦克
奥普韦克（荷蘭語發音：[ˈɔpʋɛi̯k]）是比利时弗拉芒大区弗拉芒布拉班特省西北部哈勒-维尔福德区，自1977年起与马岑泽勒（Mazenzele）合并的一个市镇，北面和西面与东佛兰德省接壤，通行荷蘭語，是弗拉芒社群的一部分，面积19.69平方千米，人口14,378人（2018年1月1日）。周边的市镇包括：阿瑟、梅尔赫特姆、阿尔斯特（Aalst）、布根豪特（Buggenhout）和莱贝克（Lebbeke）。

## 历史
奥普韦克的首个定居点最初围绕位于因格斯布鲁日（Ingersbrugge）附近的堡垒发展。大约在公元1000年，这里建有一座城寨城堡。1145年首次记载该地，并提到“Walterus de Ingersbrugge”的名字。这里曾有一座献给圣保罗（Sint-Paulus）的庭院教堂，后来成为了公共教堂。另一座公共教堂，献给圣灵（Heilige Geest），则位于克莱（Klei）村落。该地区的教区就是在这里逐渐形成的。可能由于根特（Gent）人的摧毁，奥普韦克的教区于1400年左右与另一教区合并，并在新建的一座教堂中以圣保罗命名。而“因格斯布鲁日”的名称则逐渐消失，取而代之的是“奥普韦克”（Opwijk）的名字。此时，奥普韦克隶属于登德尔蒙德地区（Land van Dendermonde），并属于佛兰德伯国。
1579年，村庄及其教堂遭到海上海盗（Geuzen）的摧毁，随后该地区成为海盗与反叛者之间冲突的战场，给当地带来了巨大的破坏。在随后的几年里，村庄得以复兴，但仍然面临着征兵和其他问题。特别是在18世纪，该村享受了相对的平静与繁荣。19世纪时，随着1879年铁路车站的开通，前往布鲁塞尔的通勤变得日益重要。进入20世纪后，这一现象导致了城市化进程的加剧。

## 地理
奥普韦克位于弗拉芒大区的“弗拉芒环”区域（Vlaamse Ruit），地处布拉班特丘陵（Brabantse Kouters）地理区域内。

### 市区组成
除了奥普韦克本身，该市镇还包括三个其他的区域：德鲁斯豪特（Droeshout）教区、马岑泽勒（Mazenzele）区和奈弗塞尔（Nijverseel）教区。此外，还有一些小村落，包括埃克斯肯（Eeksken）、许尔斯特（Hulst）、克莱（Klei）、曼斯滕（Mansteen）和瓦延贝赫（Waaienberg）。

### 市镇分区
| # | 名称     | 面积（平方公里） | 居民数（2020年） | 每平方公里居民数 | NIS编码 |
| - | -------- | ---------------- | ---------------- | ---------------- | ------- |
| 1 | 奥普韦克 | 17.63            | 13.311           | 755              | 23060A  |
| 2 | 马岑泽勒 | 2.29             | 1.435            | 626              | 23060B  |

### 位置
奥普韦克与弗拉芒布拉班特省的梅尔赫特姆和阿瑟市镇相邻，同时与东弗拉芒省的阿尔斯特市（包括梅尔德特（Meldert）和巴尔德海姆（Baardegem）区）以及莱贝克和比亨豪特（Buggenhout）市镇接壤。